# Канда, Данило
Данило Канда (исп. Danilo Canda; род. 10 февраля 1961) — никарагуанский шахматист, международный мастер (1986).
Чемпион Гватемалы (1977).
Четырехкратный чемпион штата Луизиана (1993, 1994, 1995 и 2006).
В составе сборных Гватемалы и Никарагуа участник 4-х Олимпиад (1978 — за Гватемалу, 1986, 2004—2008).

## Изменения рейтинга
| Графики недоступны из-за технических проблем. См. информацию на Фабрикаторе и на mediawiki.org. |